# Scopocira
Scopocira  (лат.) — род аранеоморфных пауков из подсемейства Amycinae в семействе пауков-скакунов (Salticidae). Все представители распространены Южной Америке.

## Виды
- Scopocira atypica Mello-Leitão, 1922 — Бразилия
- Scopocira carinata Crane, 1945 — Гвиана
- Scopocira dentichelis Simon, 1900 — Венесуэла typus
- Scopocira fuscimana (Mello-Leitão, 1941) — Бразилия
- Scopocira histrio Simon, 1900 — Бразилия, Аргентина
- Scopocira melanops (Taczanowski, 1871) — Перу, Гвиана
- Scopocira panamena Chamberlin & Ivie, 1936 — Панама
- Scopocira tenella Simon, 1900 — Бразилия
- Scopocira vivida (Peckham & Peckham, 1901) — Бразилия